# Divinités olympiennes
Pour un article plus général, voir Divinités grecques.

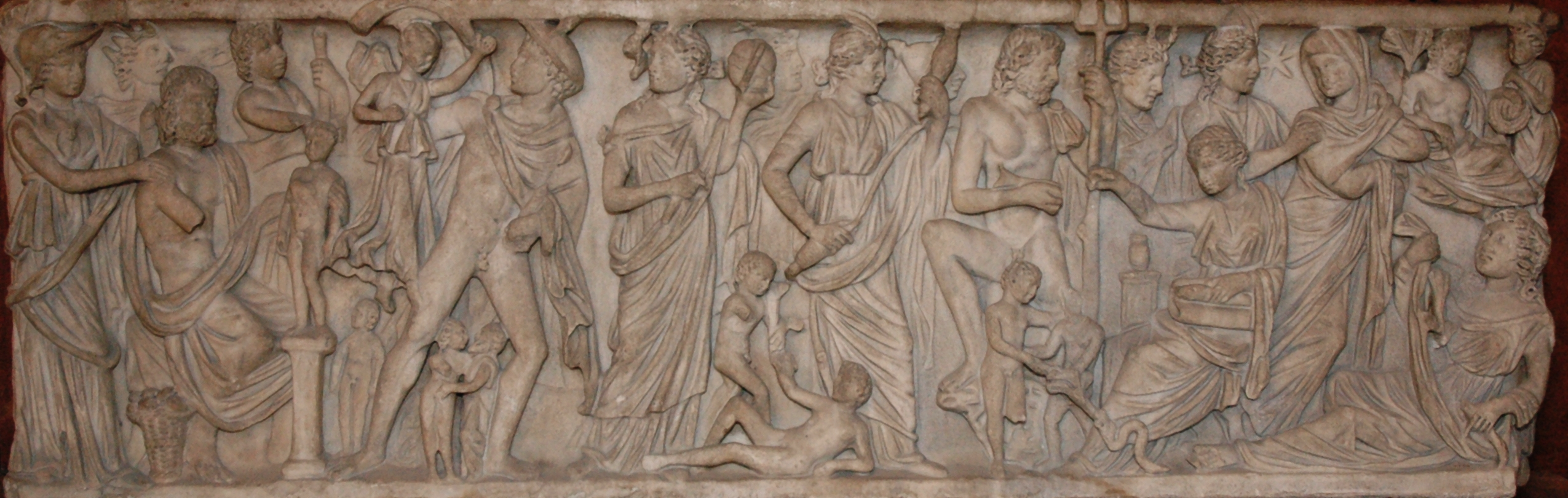
Cortège des dieux, sarcophage de Prométhée,, musée du Louvre

Les divinités olympiennes sont un groupe réunissant les divinités principales du culte de la religion grecque antique. 
Elles tiennent leur nom de l'Olympe, lieu où elles sont censées résider ou du moins se réunir autour de leur roi, Zeus, elles appartiennent toutes à sa génération ou celle de ses enfants et l'assistent dans le gouvernement du monde en fonction des domaines dans lesquels se manifeste leurs puissances. Ces « Olympiens » sont souvent présentés à l'époque moderne comme étant douze. L'idée d'un groupe de douze divinités majeures apparait régulièrement dans les sources grecques à partir de la fin de l'époque archaïque et à l'époque classique, néanmoins la composition de ce groupe varie selon les cas et ils ne sont que rarement qualifiés comme des « Olympiens ». 
À l'époque contemporaine, depuis le XIXe siècle, s'est diffusée une liste « canonique » de « douze divinités olympiennes », mais il s'agit d'une reconstitution simplifiant la complexité des situations antiques.

## L'Olympe, demeure des dieux
Dans la mythologie grecque, le concept d'Olympe en tant que résidence divine est reprise des épopées de Homère,. C'est de là que Zeus exerce son rôle de roi des dieux : il y convoque les autres dieux, qui y tiennent des banquets luxueux et discutent des affaires du monde. Comme souvent dans ces récits, il n'y a pas de manière fixe et claire de la présenter :
- c'est une montagne, généralement identifiée au mont Olympe de Thessalie (mais d'autres montagnes du monde grec portent le même nom, voir Mont Olympe (homonymie) ), dont le sommet, enneigé, est très élevé et donc à l'écart du monde des humains, où Zeus se tient à plusieurs reprises et y convoque les autres dieux (Iliade, VIII, 3-4) ;
- c'est un domaine céleste, qui n'est pas vraiment distingué du « Ciel » (Ouranos) (Iliade, V, 749-754 ; aussi chez Hésiode dans la Théogonie, 689-690), autre lieu de résidence divine par excellence dans la mythologie grecque.

## Les dieux «olympiens»
Chez Homère, il arrive que les principaux dieux grecs soient qualifiés d'« Olympiens » (Olympioi ; Iliade I, 399 et XX, 47), ce qui renvoie manifestement au fait qu'il est dit par ce même auteur qu'ils résident sur l'Olympe. L'expression « Dieux Olympiens », Theoi Olympioi, se retrouve dans des textes littéraires et des inscriptions postérieures. Chez les orateurs attiques, Isocrate évoque aussi les Olympiens, qui sont les dieux qui sont bénéfiques aux humains, Lysias invoque les Dieux Olympiens nom quand il s'adresse à son auditoire (XIII Contre Agoratos, 95). Sinon, c'est une épithète divine (épiclèse), Olympios/Olympia « de l'Olympe »/« Olympien(ne) », employée pour plusieurs divinités, avant tout Zeus et Héra, mais aussi à l'occasion à Aphrodite, Ilithyie, Artémis, Gaia, Déméter, Nikè. Hésiode (Théogonie, 52) évoque de son côté les « Muses Olympiennes » et Hérodote (Enquête, II, 44) un Héraclès Olympien qui fait l'objet d'un culte de la part des Grecs. Ces mêmes dieux peuvent aussi être qualifiés d'« Ouraniens »/« Célestes » (Ouranioi), ce qui renvoie à l'assimilation de l'Olympe au Ciel, et également au dieu primordial Ouranos,. 
Suivant l'acception moderne, les « Olympiens » sont un groupe de dieux peuplant l'Olympe et lié à Zeus et à la sphère céleste. Ils sont souvent opposés dans la recherche moderne à un autre groupe, celui des « Chthoniens », divinités associées au monde souterrain (les Enfers) et terrestre (notamment l'agriculture), ce qui inclut Hadès, Perséphone, Déméter, Hécate, Hermès, etc. Cette opposition n'a pas le caractère systématique et rituel qu'on a longtemps voulu lui donner : on a longtemps distingué entre un type de sacrifice « olympien » tourné vers le jour, la lumière et le ciel, et un autre « chthonien », tourné vers la nuit, l'obscurité et le sol, mais un examen plus fin de la documentation a fait voler en éclat cette opposition. Plusieurs divinités peuvent du reste rentrer dans les deux catégories : Hadès, pourtant incontestablement associé au monde infernal, est parfois inclus parmi les divinités olympiennes ; dans certains cas Hermès est rattaché à l'un ou à l'autre des deux groupes,,.

## Les «Douze»
Dans les présentations modernes courantes, les « Olympiens » sont souvent définis comme un groupe de douze divinités majeures appartenant à une même génération divine, celle de Zeus et de sa progéniture, qui sont généralement considérés comme les plus importants aux yeux des anciens Grecs : Zeus, Héra, Poséidon, Déméter, Apollon, Artémis, Arès, Aphrodite, Hermès, Athéna, Héphaïstos et Hestia. Cette liste apparaîtrait plutôt dans des sources d'époque romaine, en revanche pour les époques grecques antérieures la situation est très variée. Les textes grecs antiques évoquent « les Douze » (hoi dôdeka), qui font l'objet par endroits d'un culte de façon collective dans un type de sanctuaire appelé Dodekatheon. La composition du groupe (quand elle est donnée par des sources antiques) est mouvante, aucune liste « canonique » de ces Douze ne se dessinant, malgré la présence de figures incontournables (Zeus, Héra, Poséidon, Athéna, Hermès, Apollon, Artémis) : Homère inclut Xanthe et Létô dans son groupe de douze divinités, mais ils sont absents des listes suivantes ; Hestia est souvent incluse dans le groupe, mais sur la frise des Panathénées elle est remplacée par Dionysos ; à Olympie il est également présent, aux côtés des Charites, d'Alphée, de Kronos et de Rhéa ; à Kos on trouve Hécate et pas Hestia. Et il faut attendre Claude Élien, au IIe – IIIe siècle de notre ère, pour que les Douze Dieux soient qualifiés d'« Olympiens » comme on le fait à l'époque moderne,,,.

## Les «Douze Olympiens» selon les critères modernes
Comme évoqué précédemment, la liste des douze divinités olympiennes a été établie à l'époque moderne à partir de sources antiques. Aucune liste canonique n'existant dans l'Antiquité, elle a donc un caractère artificiel et peut varier selon les auteurs, qui l'établissent à partir d'un ensemble de quatorze divinités.
La liste traditionnelle comprend :
| Représentation     | Nom        | Fonctions et attributs |
| ------------------ | ---------- | --- |
|                    | Zeus       | Fils de Cronos et de Rhéa, il règne sur le ciel et sur le panthéon grec. Malgré son mariage avec Héra, il eut de nombreux enfants (divins ou humains) de ses nombreuses conquêtes. |
| Héra               | Héra       | Fille de Cronos et de Rhéa, déesse du mariage ; elle siège, en sa qualité d'épouse de Zeus, sur le trône olympien. |
| Poséidon           | Poséidon   | Dieu des tremblements de terre, des tempêtes, de la mer et des océans, époux d'Amphitrite. |
| Déméter et Ploutos | Déméter    | Fille de Cronos et de Rhéa, déesse de l'agriculture et des moissons. |
| Vénus de Milo      | Aphrodite  | Née de l'écume de la mer ou fille de Zeus et de Dioné selon les traditions, elle préside à la beauté, à l'amour, à la sensualité. Elle est mariée à Héphaïstos mais a de nombreux amants, Arès notamment. |
| Artémis            | Artémis    | Fille de Zeus et de Léto, elle est la déesse de la chasse et de la lune. Elle est, avec Athéna et Hestia, l'une des seules déesses du panthéon ayant juré de préserver sa virginité. |
| Apollon et Daphné  | Apollon    | Frère jumeau d'Artémis, il est le dieu de l'art, de la beauté, du soleil, mais aussi de la médecine. En tant qu'Apollon Loxias (en grec Ἀπόλλων λοξίας / Apóllōn loxías, c'est-à-dire Apollon l'oblique), il est le dieu des oracles et possède un temple oraculaire à Delphes. |
| Athéna             | Athéna     | Fille de Zeus et de Métis, elle est la déesse de la sagesse, de la guerre et de l'artisanat. Elle est également la protectrice d'Athènes. |
| Hermès             | Hermès     | Fils de Zeus et de Maïa, il est le messager des dieux. Outre ce rôle, il assure la fonction de « conducteur des âmes » (Hermès psychopompe, en grec Ἑρμῆς ψυχοπομπός / Hermês psukhopompós). Enfin, il est le patron des voyageurs, qu'ils soient simples itinérants, commerçants ou même encore voleurs. |
| Héphaïstos         | Héphaïstos | Fils de Zeus et d'Héra ou d'Héra seule selon les traditions, il travaille dans sa forge sur l'île de Lemnos. On le décrit comme laid et boiteux, contrastant avec son épouse, la belle Aphrodite. |
| Arès               | Arès       | Fils de Zeus et d'Héra, il est le dieu de la guerre. Mais contrairement à sa sœur Athéna, il représente non pas la stratégie militaire, qui mène à la victoire, mais la guerre dans sa dimension violente, celle qui provoque les ravages et rougit la terre. |
| Dionysos           | Dionysos   | Fils de Zeus et de Sémélé, il est le dieu de la fureur et de la folie. D'une part, associé à l'ivresse, il est le dieu du vin et de la vigne. D'autre part, en tant que dieu de l'enthousiasme, il préside aux rassemblements déchaînés et aux processions confuses, où l'ordre alterne avec le chaos. C'est parmi ces foules, souvent déguisées, que prend place l'émergence de troupes masquées, annonçant ainsi la naissance du théâtre. |

Mais il arrive aussi qu'Arès et Dionysos soient remplacés par Hadès et Hestia. De même, certains textes font d'Héraclès et Dionysos des Olympiens. La tradition n'explique jamais quels dieux sortent de la liste quand d'autres y entrent.
| Représentation            | Nom    | Fonctions et attributs                                                                                              |
| ------------------------- | ------ | --- |
| Hadès enlevant Perséphone | Hadès  | Fils de Cronos et de Rhéa, il règne sur le monde souterrain. Il épouse sa nièce, Perséphone, après l'avoir enlevée. |
| Hestia                    | Hestia | Fille de Cronos et de Rhéa, elle veille sur le foyer. Elle demeure une figure discrète du panthéon.                 |

### Généalogie
|        |        |        |        |        |        |  |  |          |          |          |          | Cronos   | Cronos   | Cronos | Cronos | Cronos  | Cronos  |         |         | Rhéa       | Rhéa       | Rhéa       | Rhéa       | Rhéa       | Rhéa       |      |      |         |         |         |         |          |          |          |          |          |          |      |      |        |        |        |        |            |            |            |            |            |            |        |        |        |        |      |      |         |         |         |         |           |           |           |           |               |               |               |               |               |               |        |        |        |        |       |       |          |          |          |          |          |          |        |        |        |        |        |        |        |        |       |       |         |         |         |         |         |         |  |  |         |         |         |         |         |         |  |  |          |          |          |          |          |          |         |         |         |         |
|        |        |        |        |        |        |  |  |          |          |          |          | Cronos   | Cronos   | Cronos | Cronos | Cronos  | Cronos  |         |         | Rhéa       | Rhéa       | Rhéa       | Rhéa       | Rhéa       | Rhéa       |      |      |         |         |         |         |          |          |          |          |          |          |      |      |        |        |        |        |            |            |            |            |            |            |        |        |        |        |      |      |         |         |         |         |           |           |           |           |               |               |               |               |               |               |        |        |        |        |       |       |          |          |          |          |          |          |        |        |        |        |        |        |        |        |       |       |         |         |         |         |         |         |  |  |         |         |         |         |         |         |  |  |          |          |          |          |          |          |         |         |         |         |
|        |        |        |        |        |        |  |  |          |          |          |          |          |          |        |        |         |         |         |         |            |            |            |            |            |            |      |      |         |         |         |         |          |          |          |          |          |          |      |      |        |        |        |        |            |            |            |            |            |            |        |        |        |        |      |      |         |         |         |         |           |           |           |           |               |               |               |               |               |               |        |        |        |        |       |       |          |          |          |          |          |          |        |        |        |        |        |        |        |        |       |       |         |         |         |         |         |         |  |  |         |         |         |         |         |         |  |  |          |          |          |          |          |          |         |         |         |         |
|        |        |        |        |        |        |  |  |          |          |          |          |          |          |        |        |         |         |         |         |            |            |            |            |            |            |      |      |         |         |         |         |          |          |          |          |          |          |      |      |        |        |        |        |            |            |            |            |            |            |        |        |        |        |      |      |         |         |         |         |           |           |           |           |               |               |               |               |               |               |        |        |        |        |       |       |          |          |          |          |          |          |        |        |        |        |        |        |        |        |       |       |         |         |         |         |         |         |  |  |         |         |         |         |         |         |  |  |          |          |          |          |          |          |         |         |         |         |
|        |        |        |        |        |        |  |  |          |          |          |          |          |          |        |        |         |         |         |         |            |            |            |            |            |            |      |      |         |         |         |         |          |          |          |          |          |          |      |      |        |        |        |        |            |            |            |            |            |            |        |        |        |        |      |      |         |         |         |         |           |           |           |           |               |               |               |               |               |               |        |        |        |        |       |       |          |          |          |          |          |          |        |        |        |        |        |        |        |        |       |       |         |         |         |         |         |         |  |  |         |         |         |         |         |         |  |  |          |          |          |          |          |          |         |         |         |         |
|        |        |        |        |        |        |  |  |          |          |          |          |          |          |        |        |         |         |         |         |            |            |            |            |            |            |      |      |         |         |         |         |          |          |          |          |          |          |      |      |        |        |        |        |            |            |            |            |            |            |        |        |        |        |      |      |         |         |         |         |           |           |           |           |               |               |               |               |               |               |        |        |        |        |       |       |          |          |          |          |          |          |        |        |        |        |        |        |        |        |       |       |         |         |         |         |         |         |  |  |         |         |         |         |         |         |  |  |          |          |          |          |          |          |         |         |         |         |
| Hestia | Hestia | Hestia | Hestia | Hestia | Hestia |  |  | Poséidon | Poséidon | Poséidon | Poséidon | Poséidon | Poséidon |        |        | Déméter | Déméter | Déméter | Déméter | Déméter    | Déméter    |            |            | Zeus       | Zeus       | Zeus | Zeus | Zeus    | Zeus    |         |         | Héra     | Héra     | Héra     | Héra     | Héra     | Héra     |      |      |        |        |        |        |            |            |            |            |            |            |        |        |        |        |      |      |         |         |         |         |           |           |           |           | Dioné         | Dioné         | Dioné         | Dioné         | Dioné         | Dioné         |        |        | Maïa   | Maïa   | Maïa  | Maïa  | Maïa     | Maïa     |          |          | Sémélé   | Sémélé   | Sémélé | Sémélé | Sémélé | Sémélé |        |        | Métis  | Métis  | Métis | Métis | Métis   | Métis   |         |         |         |         |  |  | Léto    | Léto    | Léto    | Léto    | Léto    | Léto    |  |  |          |          |          |          | Alcmène  | Alcmène  | Alcmène | Alcmène | Alcmène | Alcmène |
| Hestia | Hestia | Hestia | Hestia | Hestia | Hestia |  |  | Poséidon | Poséidon | Poséidon | Poséidon | Poséidon | Poséidon |        |        | Déméter | Déméter | Déméter | Déméter | Déméter    | Déméter    |            |            | Zeus       | Zeus       | Zeus | Zeus | Zeus    | Zeus    |         |         | Héra     | Héra     | Héra     | Héra     | Héra     | Héra     |      |      |        |        |        |        |            |            |            |            |            |            |        |        |        |        |      |      |         |         |         |         |           |           |           |           | Dioné         | Dioné         | Dioné         | Dioné         | Dioné         | Dioné         |        |        | Maïa   | Maïa   | Maïa  | Maïa  | Maïa     | Maïa     |          |          | Sémélé   | Sémélé   | Sémélé | Sémélé | Sémélé | Sémélé |        |        | Métis  | Métis  | Métis | Métis | Métis   | Métis   |         |         |         |         |  |  | Léto    | Léto    | Léto    | Léto    | Léto    | Léto    |  |  |          |          |          |          | Alcmène  | Alcmène  | Alcmène | Alcmène | Alcmène | Alcmène |
|        |        |        |        |        |        |  |  |          |          |          |          |          |          |        |        |         |         |         |         |            |            |            |            |            |            |      |      |         |         |         |         |          |          |          |          |          |          |      |      |        |        |        |        |            |            |            |            |            |            |        |        |        |        |      |      |         |         |         |         |           |           |           |           |               |               |               |               |               |               |        |        |        |        |       |       |          |          |          |          |          |          |        |        |        |        |        |        |        |        |       |       |         |         |         |         |         |         |  |  |         |         |         |         |         |         |  |  |          |          |          |          |          |          |         |         |         |         |
|        |        |        |        |        |        |  |  |          |          |          |          |          |          |        |        |         |         |         |         |            |            |            |            |            |            |      |      |         |         |         |         |          |          |          |          |          |          |      |      |        |        |        |        |            |            |            |            |            |            |        |        |        |        |      |      |         |         |         |         |           |           |           |           |               |               |               |               |               |               |        |        |        |        |       |       |          |          |          |          |          |          |        |        |        |        |        |        |        |        |       |       |         |         |         |         |         |         |  |  |         |         |         |         |         |         |  |  |          |          |          |          |          |          |         |         |         |         |
|        |        |        |        |        |        |  |  |          |          |          |          |          |          |        |        |         |         |         |         |            |            |            |            |            |            |      |      |         |         |         |         |          |          |          |          |          |          |      |      |        |        |        |        |            |            |            |            |            |            |        |        |        |        |      |      |         |         |         |         |           |           |           |           |               |               |               |               |               |               |        |        |        |        |       |       |          |          |          |          |          |          |        |        |        |        |        |        |        |        |       |       |         |         |         |         |         |         |  |  |         |         |         |         |         |         |  |  |          |          |          |          |          |          |         |         |         |         |
|        |        |        |        |        |        |  |  |          |          |          |          |          |          |        |        |         |         |         |         |            |            |            |            |            |            |      |      |         |         |         |         |          |          |          |          |          |          |      |      |        |        |        |        |            |            |            |            |            |            |        |        |        |        |      |      |         |         |         |         |           |           |           |           |               |               |               |               |               |               |        |        |        |        |       |       |          |          |          |          |          |          |        |        |        |        |        |        |        |        |       |       |         |         |         |         |         |         |  |  |         |         |         |         |         |         |  |  |          |          |          |          |          |          |         |         |         |         |
|        |        |        |        |        |        |  |  |          |          |          |          | Hadès    | Hadès    | Hadès  | Hadès  | Hadès   | Hadès   |         |         | Perséphone | Perséphone | Perséphone | Perséphone | Perséphone | Perséphone |      |      | Ilithye | Ilithye | Ilithye | Ilithye | Ilithye  | Ilithye  |          |          | Hébé     | Hébé     | Hébé | Hébé | Hébé   | Hébé   |        |        | Héphaïstos | Héphaïstos | Héphaïstos | Héphaïstos | Héphaïstos | Héphaïstos |        |        | Arès   | Arès   | Arès | Arès | Arès    | Arès    |         |         | Aphrodite | Aphrodite | Aphrodite | Aphrodite | Aphrodite     | Aphrodite     |               |               | Hermès        | Hermès        | Hermès | Hermès | Hermès | Hermès |       |       | Dionysos | Dionysos | Dionysos | Dionysos | Dionysos | Dionysos |        |        | Athéna | Athéna | Athéna | Athéna | Athéna | Athéna |       |       | Apollon | Apollon | Apollon | Apollon | Apollon | Apollon |  |  | Artémis | Artémis | Artémis | Artémis | Artémis | Artémis |  |  | Héraclès | Héraclès | Héraclès | Héraclès | Héraclès | Héraclès |         |         |         |         |
|        |        |        |        |        |        |  |  |          |          |          |          | Hadès    | Hadès    | Hadès  | Hadès  | Hadès   | Hadès   |         |         | Perséphone | Perséphone | Perséphone | Perséphone | Perséphone | Perséphone |      |      | Ilithye | Ilithye | Ilithye | Ilithye | Ilithye  | Ilithye  |          |          | Hébé     | Hébé     | Hébé | Hébé | Hébé   | Hébé   |        |        | Héphaïstos | Héphaïstos | Héphaïstos | Héphaïstos | Héphaïstos | Héphaïstos |        |        | Arès   | Arès   | Arès | Arès | Arès    | Arès    |         |         | Aphrodite | Aphrodite | Aphrodite | Aphrodite | Aphrodite     | Aphrodite     |               |               | Hermès        | Hermès        | Hermès | Hermès | Hermès | Hermès |       |       | Dionysos | Dionysos | Dionysos | Dionysos | Dionysos | Dionysos |        |        | Athéna | Athéna | Athéna | Athéna | Athéna | Athéna |       |       | Apollon | Apollon | Apollon | Apollon | Apollon | Apollon |  |  | Artémis | Artémis | Artémis | Artémis | Artémis | Artémis |  |  | Héraclès | Héraclès | Héraclès | Héraclès | Héraclès | Héraclès |         |         |         |         |
|        |        |        |        |        |        |  |  |          |          |          |          |          |          |        |        |         |         |         |         |            |            |            |            |            |            |      |      |         |         |         |         |          |          |          |          |          |          |      |      |        |        |        |        |            |            |            |            |            |            |        |        |        |        |      |      |         |         |         |         |           |           |           |           |               |               |               |               |               |               |        |        |        |        |       |       |          |          |          |          |          |          |        |        |        |        |        |        |        |        |       |       |         |         |         |         |         |         |  |  |         |         |         |         |         |         |  |  |          |          |          |          |          |          |         |         |         |         |
|        |        |        |        |        |        |  |  |          |          |          |          |          |          |        |        |         |         |         |         |            |            |            |            |            |            |      |      |         |         |         |         |          |          |          |          |          |          |      |      |        |        |        |        |            |            |            |            |            |            |        |        |        |        |      |      |         |         |         |         |           |           |           |           |               |               |               |               |               |               |        |        |        |        |       |       |          |          |          |          |          |          |        |        |        |        |        |        |        |        |       |       |         |         |         |         |         |         |  |  |         |         |         |         |         |         |  |  |          |          |          |          |          |          |         |         |         |         |
|        |        |        |        |        |        |  |  |          |          |          |          |          |          |        |        |         |         |         |         |            |            |            |            |            |            |      |      |         |         |         |         | Harmonie | Harmonie | Harmonie | Harmonie | Harmonie | Harmonie |      |      | Phobos | Phobos | Phobos | Phobos | Phobos     | Phobos     |            |            | Déimos     | Déimos     | Déimos | Déimos | Déimos | Déimos |      |      | Antéros | Antéros | Antéros | Antéros | Antéros   | Antéros   |           |           | Hermaphrodite | Hermaphrodite | Hermaphrodite | Hermaphrodite | Hermaphrodite | Hermaphrodite |        |        | Hymen  | Hymen  | Hymen | Hymen | Hymen    | Hymen    |          |          | Priape   | Priape   | Priape | Priape | Priape | Priape |        |        |        |        |       |       |         |         |         |         |         |         |  |  |         |         |         |         |         |         |  |  |          |          |          |          |          |          |         |         |         |         |

En gras et vert, les douze (en fait quatorze) divinités olympiennes. En italique, les mortelles.
Cette généalogie est cependant très variable selon les auteurs, les traditions et les époques : Homère fait par exemple de Zeus le père de presque tous les autres dieux (et notamment d'Aphrodite, qui est plus souvent considérée comme sa sœur). Des dieux tels qu'Arès et Aphrodite sont absents de certaines listes.